# Quartier de Javel
Das Quartier de Javel ist das 60. der 80 Quartiers (Stadtviertel) von Paris im 15. Arrondissement.

Die Stadtviertel im 15. Arrondissement

## Lage
Der Verwaltungsbezirk im 15. Arrondissement von Paris wird von folgenden Straßen begrenzt:
- Westen: Seineufer von der Pont de Grenelle bis zur Pont Aval (Boulevard périphérique), Richtung Süden Boulevard Gallieni
- Nordosten: Rue Linois, Avenue Émile Zola, Rue des Entrepreneurs,
- Südosten: Rue de la Croix Nivert, Rue Lecourbe, Rue Vasco de Gama, Rue de la Porte d’Issy, Rue du Colonel Pierre Avia
- Süden: Boulevard des Frères Voisin

## Namensursprung
Der Bezirk hieß im 15. Jahrhundert „Javetz“. Daraus wurden im 18. und bis ins 20. Jahrhundert die Schreibweise „Javelle“. Im 20. Jahrhundert setzte sich die Form „Javel“ durch. Es kam hinzu, dass Claude-Louis Berthollet 1789 in seiner chemischen Fabrik das Bleich- und Desinfektionsmittel entwickelte, das er Eau de Javel nannte; das Stadtviertel erlangte damit „Weltruf“.

## Geschichte
Javel war früher ein der Gemeinde von Issy zugehöriges Dorf am linken Ufer der Seine, südwestlich von Paris. Der Weiler aus dem 15. Jahrhundert lag südlich der Ebene von Grenelle (französisch Plaine de Grenelle), der im Westen der Hauptstadt an die Seine grenzte und ursprünglich aus einem kleinen Hafen und einem Bootshaus bestand. Am bekanntesten war der Ort jedoch seit dem 17. Jahrhundert für seine Windmühle und Guinguette, die bei Badegästen, Fischern und Bootsfahrern beliebt waren. Vor der Eingemeindung im Jahr 1860 gehörte das Gebiet zur Gemeinde Issy-les-Moulineaux. In der Folgezeit wurde das Viertel durch seine Industrieansiedlung bekannt.
Bekanntheit erlangte Javel durch die hier seit 1792 niedergelassene Fabrik zur Herstellung des im Jahr 1789 von Claude Louis Berthollet entwickelten chemischen Bleich- und Desinfektionsmittels, das nach dem Produktionsort als Eau de Javel, deutsch Javelwasser, bezeichnet wurde und unter diesem Namen noch heute im Handel ist. Bis ins 20. Jahrhundert schrieb sich die Ortschaft Javelle, weshalb die Chemikalie in älteren Chemiebüchern noch Eau de Javelle genannt wird.
In der Umgebung der Javelfabrik siedelten sich weitere Industrien an, unter anderem die Automobilfabrik von André Citroën, die an diesem Standort in den Jahren von 1915 bis 1968 bestand. Die Erinnerung an den Firmengründer wird im Quartier Javel durch den  Quai André Citroën (früher Quai de Javel), den  Parc André-Citroën und eine nach ihm benannte Schule der Sekundarstufe (Collège André-Citroën) sowie die Métro- und RER-Umsteigestation  Javel-André Citroën wachgehalten.

## Sehenswürdigkeiten

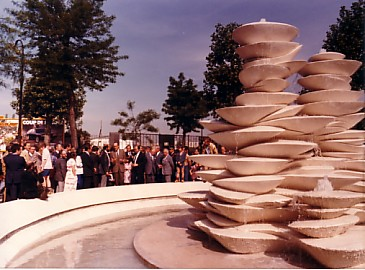
Fontaine des Polypores von Jean-Yves Lechevallier

- Hôpital européen Georges-Pompidou neben dem
- Parc André-Citroën
- Square Violet
- Église Saint-Christophe-de-Javel
- Église orthodoxe géorgienne Sainte-Nino
- Synagoge Mouvement juif libéral de France